# Andreas Scheuer
Andreas Scheuer (Passau, 26 september 1974) is een Duits politicus. Hij is lid van de Christlich-Soziale Union in Bayern (CSU) en dus politiek actief namens de deelstaat Beieren.
Scheuer zetelt als volksvertegenwoordiger sinds 2002 in de Bondsdag. Van december 2013 tot maart 2018 was hij secretaris-generaal van de CSU. Aansluitend was hij van 14 maart 2018 tot 8 december 2021 actief in de bondsregering als minister van Verkeer en Digitale Infrastructuur in het kabinet-Merkel IV.
- Gemeinsame Normdatei: 131559869
- Virtual International Authority File: 6069224
- WorldCat: E39PBJw4HjJ7F8XpdbYcvRcgKd